# Курашик, Виталий Владимирович
Вита́лий Влади́мирович Кура́шик (укр. Віталій Володимирович Курашик, бел. Віталь Уладзіміравіч Курашык; род. 8 мая 1939, Дивин, Полесское воеводство) — председатель Совета Министров Крыма в 1991—1993. Народный депутат Украины первого созыва (1990—1994). Депутат Верховного Совета Крыма первого созыва (1991—1994). Чрезвычайный и Полномочный Посол Республики Беларусь на Украине (май 1993 — июнь 2001).
Академик Инженерной академии Республики Беларусь. Почётный доктор Международной Кадровой Академии. Почётный гражданин города Евпатория (Крым).

## Образование
- 1957 — техническое училище, Красный Луч, Луганская область, Украинская ССР;
- 1960 — горный техникум в Торезе, Донецкая область, Украинская ССР;
- 1967 — Украинский заочный политехнический институт.

## Биография
- 1960—1963 — машинист электровоза, горный мастер шахты «Кочегарка», Горловка, Донецкая область;
- июнь — август 1963 — конструктор КБ, 1963—1974 — техник, старший инженер, заместитель главного технолога, главный технолог Константиновского завода Высоковольтной аппаратуры Донецкая область;
- 1974—1975 — заведующий промышленно-транспортным отделом, 1975—1978 — второй секретарь, 1978—1982 — первый секретарь Константиновского горкома Компартии Украины, Донецкая область;
- май — июль 1982 — инструктор отдела оргпартработы Крымского обкома Компартии Украины;
- 1982—1985 — председатель Евпаторийского исполкома городского Совета народных депутатов.
- 1985—1986 — заведующий отделом промышленности, 1986—1987 — заведующий отделом организационно-партийной работы Крымского обкома Компартии Украины;

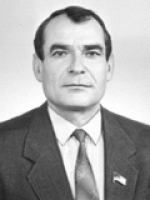
Народный депутат Украины первого созыва (1990—1994).

- Народный депутат Украины первого созыва (1990—1994).февраль 1987 — декабрь 1989 — заместитель председателя Крымского облисполкома, одновременно декабрь 1988 — декабрь 1989 — начальник Главного планово-экономического управления;
- декабрь 1989 — март 1991 — председатель исполкома Крымского областного Совета народных депутатов;
- март 1991 — июнь 1993 — Председатель Совета Министров Крыма;
- май 1993 — июнь 2001 — Чрезвычайный и Полномочный Посол Белоруссии на Украине;
- 1999—2001 — дуайен дипломатического корпуса на Украине;
- С 2001 — первый вице-президент Межрегиональной Академии управления персоналом;
- С 2003 — советник Представителя Президента ОАО «Лукойл» на Украине.

В 2015 году передал личный архив на постоянное хранение в Государственный архив Республики Крым.

## Общественная деятельность
- народный депутат Украины I созыва (1990—1994);
- депутат Верховного Совета Крыма I созыва (1991—1994);
- член КПСС в 1970—1991

## Награды
- Орден «За заслуги» II степени (9 июня 1999 года) — за весомый личный вклад в развитие украинско-белорусского сотрудничества[2].
- Орден «За заслуги» III степени (15 августа 1997 года) — за личные заслуги в развитии украинской государственности, активную законотворческую работу и по случаю шестой годовщины независимости Украины[3]
- Орден Трудового Красного Знамени.
- Орден «За верность долгу» (8 мая 2019 года, Республика Крым) — за плодотворную общественную деятельность, направленную на становление и развитие Республики Крым, многолетний добросовестный труд, высокий профессионализм и в связи с 80-летием со дня рождения[4]
- Знак отличия Автономной Республики Крым «За верность долгу» (25 октября 2006 года) —  за многолетний и добросовестный труд, значительный личный вклад в социально-экономическое развитие Украины и Автономной Республики Крым,  становление и развитие украинской государственности и крымской автономии[5]
- Почётная грамота Кабинета Министров Украины (7 мая 2004 года) — за многолетний добросовестный труд, весомый вклад в социально-экономическое развитие Автономной Республики Крым и в связи с 65-летием со дня рождения[6].
- Почётная грамота Кабинета Министров Украины (6 мая 1999 года) — за выдающийся личный вклад в развитие взаимоотношений между Украиной и Республикой Беларусь, укрепление дружбы между украинским и белорусским народами, активную общественную деятельность[7].
- Почётная грамота Совета Министров Республики Беларусь (1999).
- Почётная грамота Президиума Верховной Рады Автономной Республики Крым (19 апреля 1999 года) — за большой личный вклад в становление и развитие Автономной Республики Крым, укрепление дружбы и сотрудничества между братскими народами, высокий профессионализм и в связи с 60-летием со дня рождения[8]
- Почётная грамота Совета министров Автономной Республики Крым (13 июня 2005 года) — за активное участие в работе по консолидации гражданского общества, строительстве Украинского государства, многолетний плодотворный труд, высокий профессионализм[9]
- Благодарность Председателя Совета министров Автономной Республики Крым (17 января 2011 года) — за значительный вклад в становление и развитие Автономной Республики Крым и в связи с 20-летием образования Автономии[10]
- Золотая медаль Международной Кадровой Академии «За эффективное управление».
- Знак «Шахтёрская слава» II и III степеней.
- Премия имени С. Э. Дувана (2016, Евпатория)[11]
- Заслуженный работник органов государственной власти Республики Крым (2024)[12]